# 争议仲裁机构
争议仲裁机构是指通过私有企业提供调解和仲裁的机构。这在无政府资本主义理论中是一个很重要的概念。在美国弗吉尼亚州的这种组织能对其处理的案件收取费用。

## 理论

### 判决的执行力
穆瑞·羅斯巴德认为法庭的决定并不一定需要政府强制执行才会生效。即使在争议仲裁机构考虑提交政府法庭依法强制执行前，商人也会遵守其判决来避免受到排斥和抵制的危险。一个不遵守判决的商人将被列入黑名单，因而以后将没人和他做生意。

### 上诉法院
如果诉讼双方签约了不同的法院，而且双方都愿意承担额外的费用而到不同的法院诉讼时，如果两个判决结果不一致，那么就需要上诉法院的介入。而该上诉法院应该是诉讼双方的法院事先一致同意的。

## 实例
现实中存在许多这种组织。如Ethan Katsch和Karim Benyekhlef建立了网际争议仲裁机构。争议仲裁机构必须要争取在市场竞争中生存下去，因此它们会致力于提高服务质量、降低服务价格以及满足其它一些客户的要求，这也是其优于政府法庭之处。然而，这样的组织并非一定要是盈利性质的，现在许多的争议仲裁机构都是非盈利的组织，它们的收入来自于慈善基金会的赠款以及一些希望降低当地司法体系负担的地方政府。在无政府资本主义社会里，自愿社团可能会提供捐款。
在美国，美国仲裁协会处理美国大概四分之一的商业纠纷。根据联邦仲裁法，其对合同协议的判决最终将由美国联邦法院强制执行。贸易协会处理了大部分的这种纠纷。许多争议仲裁机构专门处理小型的诉讼。

## 备注
1. ↑  Molyneux, Stefan. . LewRockwell.com.   [2010-10-21]. （原始内容存档于2011-05-24）. （页面存档备份，存于）
2. ↑  .   [2010-10-21]. （原始内容存档于2009-01-15）. （页面存档备份，存于）
3. ↑  .   [2010-10-21]. （原始内容存档于2019-09-05）. （页面存档备份，存于）
4. ↑  Rothbard, Murray. . . : 226–227.
5. ↑  .   [2010-10-21]. （原始内容存档于2008-07-06）. （页面存档备份，存于）
6. ↑  .   [2010-10-21]. （原始内容存档于2020-11-27）. （页面存档备份，存于）
7. ↑  .   [2010-10-21]. （原始内容存档于2011-01-09）. （页面存档备份，存于）